# Elezioni comunali nel Lazio del 2020
Le elezioni comunali nel Lazio del 2020 si sono tenute il 20 e 21 settembre (con ballottaggio il 4 e 5 ottobre).

## Riepilogo dei risultati

### Voti alle coalizioni
La tabella riepilogativa riassume il voto per i candidati sindaco delle coalizioni che hanno concorso per il primo turno negli 11 comuni con più di 15.000 abitanti.
| Liste/Coalizioni | Liste/Coalizioni              | Voti    | %      |
| ---------------- | ----------------------------- | ------- | ------ |
|                  | Forza Italia e alleati        | 54.043  | 36,23% |
|                  | Partito Democratico e alleati | 43.717  | 29,33% |
|                  | Altri di Centro-destra        | 14.293  | 10,01% |
|                  | Altri di Centro-sinistra      | 11.334  | 7,60%  |
|                  | Movimento 5 Stelle            | 5.776   | 3,88%  |
|                  | Altri                         | 19.288  | 12,94% |
| Totale           | Totale                        | 149.041 |        |

La tabella riepilogativa riassume il voto per i candidati sindaco delle coalizioni che hanno concorso al ballottaggio nei 7 comuni con più di 15.000 abitanti.
| Liste/Coalizioni | Liste/Coalizioni              | Voti   | %      |
| ---------------- | ----------------------------- | ------ | ------ |
|                  | Forza Italia e alleati        | 35.303 | 49,05% |
|                  | Partito Democratico e alleati | 12.878 | 17,89% |
|                  | Altri di Centro-destra        | 9.422  | 13,09% |
|                  | Altri di Centro-sinistra      | 3.006  | 4,18%  |
|                  | Altri                         | 11.367 | 15,79% |
| Totale           | Totale                        | 71.976 |        |

### Riepilogo sindaci uscenti e sindaci eletti
Di seguito, il riepilogo delle amministrazioni uscente e quelle elette negli undici comuni con più di 15.000 abitanti coinvolti nella tornata elettorale:
| Comune             | Sindaco uscente | Sindaco uscente         | Sindaco eletto | Sindaco eletto                 |
| ------------------ | --------------- | ----------------------- | -------------- | ------------------------------ |
| Albano Laziale     |                 | Nicola Marini (PD)      |                | Massimiliano Borelli (PD)      |
| Anguillara Sabazia |                 | Sabrina Anselmo (M5S)   |                | Angelo Pizzigallo (IND)        |
| Ariccia            |                 | Roberto Di Felice (IND) |                | Gianluca Staccoli (IND)        |
| Ceccano            |                 | Roberto Cagliore (FdI)  |                | Roberto Cagliore (FdI)         |
| Civita Castellana  |                 | Franco Caprioli (IND)   |                | Luca Giampieri (FdI)           |
| Colleferro         |                 | Pierluigi Sanna (IND)   |                | Pierluigi Sanna (IND)          |
| Fondi              |                 | Salvatore De Meo (FI)   |                | Beniamino Maschietto (FI)      |
| Genzano di Roma    |                 | Daniele Lorenzon (M5S)  |                | Carlo Zoccolotti (PD)          |
| Rocca di Papa      |                 | Emanuele Crestini (IND) |                | Veronica Cimino (IND)          |
| Terracina          |                 | Nicola Procaccini (FdI) |                | Roberta Ludovica Tintari (IND) |
| Zagarolo           |                 | Lorenzo Piazzai (PD)    |                | Emanuela Panzironi (IND)       |

### Voti alle liste
La tabella riepilogativa riassume i voti alle principali liste nazionali negli 11 comuni laziali con più di 15.000 abitanti.
| Lista  | Lista               | Voti    | %     |
| ------ | ------------------- | ------- | ----- |
|        | Fratelli d'Italia   | 17.164  | 12,00 |
|        | Partito Democratico | 16.298  | 11,40 |
|        | Lega                | 14.743  | 10,31 |
|        | Forza Italia        | 11.806  | 8,26  |
|        | Movimento 5 Stelle  | 5.390   | 3,77  |
| Totale | Totale              | 134.835 |       |

.
| Provincia | Comune             | Liste  | Liste  | Liste  | Liste  | Liste  | Liste |
| Provincia | Comune             | PD     | M5S    | FI     | Lega   | FdI    |       |
| --------- | ------------------ | ------ | ------ | ------ | ------ | ------ | ----- |
| Provincia | Comune             |        |        |        |        |        |       |
| Frosinone | Ceccano            | 3,80%  | N.D.   | N.D.   | 9,61%  | 11,59% |       |
| Latina    | Fondi              | 3,00%  | 1,66%  | 35,66% | 2,10%  | 7,42%  |       |
| Latina    | Terracina          | 7,09%  | 4,25%  | 7,17%  | 19,96% | 16,75% |       |
| Roma      | Albano Laziale     | 16,31% | 6,13%  | 2,62%  | 12,04% | 11,91% |       |
| Roma      | Anguillara Sabazia | 21,73% | N.D.   | 27,80% | 27,80% | 7,97%  |       |
| Roma      | Ariccia            | 9,09%  | 3,61%  | 1,78%  | 16,71% | 13,43% |       |
| Roma      | Colleferro         | 15,13% | 1,85%  | 5,12%  | 6,04%  | 8,52%  |       |
| Roma      | Genzano di Roma    | 14,55% | 5,93%  | 1,98%  | 8,98%  | 17,08% |       |
| Roma      | Rocca di Papa      | 9,60%  | 4,43%  | 1,34%  | 11,92% | 7,28%  |       |
| Roma      | Zagarolo           | 18,32% | 4,31%  | N.D.   | 11,60% | 7,10%  |       |
| Viterbo   | Civita Castellana  | 22,04% | 12,24% | 8,89%  | 13,96% | 23,49% |       |

## Frosinone

### Ceccano
|                               | Roberto Caligiore ✔️ Sindaco | 6 949                | 51,15 | Caligiore sindaco | 1 662  | 12,68 | 3  |  |  |
| Fratelli d'Italia             | Roberto Caligiore ✔️ Sindaco | 6 949                | 51,15 | 1 519             | 11,59  | 2     |    |  |  |
| Lega per Salvini Premier      | Roberto Caligiore ✔️ Sindaco | 6 949                | 51,15 | 1 260             | 9,61   | 2     |    |  |  |
| Grande Ceccano                | Roberto Caligiore ✔️ Sindaco | 6 949                | 51,15 | 965               | 7,36   | 1     |    |  |  |
| Patto civico                  | Roberto Caligiore ✔️ Sindaco | 6 949                | 51,15 | 874               | 6,67   | 1     |    |  |  |
| La Mia Ceccano                | Roberto Caligiore ✔️ Sindaco | 6 949                | 51,15 | 775               | 5,91   | 1     |    |  |  |
| Giovani di Ceccano            | Roberto Caligiore ✔️ Sindaco | 6 949                | 51,15 | 159               | 1,21   | –     |    |  |  |
|                               | Marco Corsi                  | 3 661                | 26,95 | Ceccano riparte   | 1 058  | 8,07  | 1  |  |  |
| Nuova vita                    | Marco Corsi                  | 3 661                | 26,95 | 585               | 4,46   | 1     |    |  |  |
| Partito Socialista Italiano   | Marco Corsi                  | 3 661                | 26,95 | 571               | 4,36   | –     |    |  |  |
| Città nuova                   | Marco Corsi                  | 3 661                | 26,95 | 504               | 3,85   | –     |    |  |  |
| Democratici per Ceccano       | Marco Corsi                  | 3 661                | 26,95 | 498               | 3,80   | –     |    |  |  |
| Uniti per Ceccano             | Marco Corsi                  | 3 661                | 26,95 | 441               | 3,36   | –     |    |  |  |
| Noi per Ceccano               | Marco Corsi                  | 3 661                | 26,95 | 217               | 1,66   | –     |    |  |  |
| Seggio di coalizione          | Seggio di coalizione         | Seggio di coalizione | 26,95 | 1                 |        |       |    |  |  |
|                               | Emanuela Piroli              | 2 975                | 21,90 | Cives Ceccano     | 1 113  | 8,49  | 1  |  |  |
| Ceccano a Sinistra            | Emanuela Piroli              | 2 975                | 21,90 | 473               | 3,61   | –     |    |  |  |
| Europa Verde-Democratici      | Emanuela Piroli              | 2 975                | 21,90 | 433               | 3,30   | 1     |    |  |  |
| Seggio di coalizione          | Seggio di coalizione         | Seggio di coalizione | 21,90 | 1                 |        |       |    |  |  |
| Totale                        | Totale                       | 13 585               | 100   |                   | 13 107 | 100   | 16 |  |  |
|                               |                              |                      |       |                   |        |       |    |  |  |
| Schede bianche                | Schede bianche               | 121                  | 0,87  |                   |        |       |    |  |  |
| Schede nulle                  | Schede nulle                 | 239                  | 1,71  |                   |        |       |    |  |  |
| Votanti                       | Votanti                      | 13 945               | 71,80 |                   |        |       |    |  |  |
| Elettori                      | Elettori                     | 19 423               |       |                   |        |       |    |  |  |
|                               |                              |                      |       |                   |        |       |    |  |  |
| Fonte: Ministero dell'interno |                              |                      |       |                   |        |       |    |  |  |

## Latina

### Fondi
| Candidati                     | Candidati                       | II turno                     | II turno                     | I turno | I turno | Liste              | Voti   | %     | Seggi |
| Candidati                     | Candidati                       | Voti                         | %                            | Voti    | %       | Liste              | Voti   | %     | Seggi |
| ----------------------------- | ------------------------------- | ---------------------------- | ---------------------------- | ------- | ------- | ------------------ | ------ | ----- | ----- |
|                               | Beniamino Maschietto ✔️ Sindaco | 9 662                        | 54,17                        | 11 347  | 49,50   | Forza Italia       | 7 291  | 32,83 | 10    |
| Io Si                         | Beniamino Maschietto ✔️ Sindaco | 9 662                        | 54,17                        | 11 347  | 49,50   | 2 740              | 12,34  | 3     |       |
| Litorale e sviluppo fondano   | Beniamino Maschietto ✔️ Sindaco | 9 662                        | 54,17                        | 11 347  | 49,50   | 1 448              | 6,52   | 2     |       |
| Libertas Democrazia Cristiana | Beniamino Maschietto ✔️ Sindaco | 9 662                        | 54,17                        | 11 347  | 49,50   | 815                | 3,67   | 1     |       |
| Noi per Fondi                 | Beniamino Maschietto ✔️ Sindaco | 9 662                        | 54,17                        | 11 347  | 49,50   | 652                | 2,94   | –     |       |
| Lega per Salvini Premier      | Beniamino Maschietto ✔️ Sindaco | 9 662                        | 54,17                        | 11 347  | 49,50   | 467                | 2,10   | –     |       |
|                               | Luigi Parisella                 | 8 173                        | 45,83                        | 4 454   | 19,43   | Riscossa fondana   | 1 472  | 6,63  | 1     |
| La mia Fondi                  | Luigi Parisella                 | 8 173                        | 45,83                        | 4 454   | 19,43   | 1 041              | 4,69   | 1     |       |
| Fondi Terra nostra            | Luigi Parisella                 | 8 173                        | 45,83                        | 4 454   | 19,43   | 824                | 3,71   | 1     |       |
| Seggio di coalizione          | Seggio di coalizione            | Seggio di coalizione         | 45,83                        | 4 454   | 19,43   | 1                  |        |       |       |
|                               | Giulio Mastrobattista           | Giulio Mastrobattista        | Giulio Mastrobattista        | 3 061   | 13,35   | Fratelli d'Italia  | 1 647  | 7,42  | 1     |
| Giulio Mastrobattista Sindaco | Giulio Mastrobattista           | Giulio Mastrobattista        | Giulio Mastrobattista        | 3 061   | 13,35   | 373                | 1,68   | –     |       |
| Patto X Fondi                 | Giulio Mastrobattista           | Giulio Mastrobattista        | Giulio Mastrobattista        | 3 061   | 13,35   | 315                | 1,42   | –     |       |
| Seggio di coalizione          | Seggio di coalizione            | Seggio di coalizione         | Giulio Mastrobattista        | 3 061   | 13,35   | 1                  |        |       |       |
|                               | Francesco Ciccone               | Francesco Ciccone            | Francesco Ciccone            | 1 833   | 8,00    | Fondi Vera         | 1 164  | 5,24  | –     |
| Seggio di coalizione          | Seggio di coalizione            | Seggio di coalizione         | Francesco Ciccone            | 1 833   | 8,00    | 1                  |        |       |       |
|                               | Raniero Vincenzo De Filippis    | Raniero Vincenzo De Filippis | Raniero Vincenzo De Filippis | 1 723   | 7,52    | Camminare insieme  | 926    | 4,17  | –     |
| Partito Democratico           | Raniero Vincenzo De Filippis    | Raniero Vincenzo De Filippis | Raniero Vincenzo De Filippis | 1 723   | 7,52    | 667                | 3,00   | –     |       |
| Seggio di coalizione          | Seggio di coalizione            | Seggio di coalizione         | Raniero Vincenzo De Filippis | 1 723   | 7,52    | 1                  |        |       |       |
|                               | Giuseppe Manzo                  | Giuseppe Manzo               | Giuseppe Manzo               | 506     | 2,21    | Movimento 5 Stelle | 368    | 1,66  | –     |
| Totale                        | Totale                          | 17 835                       | 100                          | 22 924  | 100     |                    | 22 210 | 100   | 24    |
|                               |                                 |                              |                              |         |         |                    |        |       |       |
| Schede bianche                | Schede bianche                  | 102                          | 0,56                         | 198     | 0,84    |                    |        |       |       |
| Schede nulle                  | Schede nulle                    | 295                          | 1,62                         | 518     | 2,19    |                    |        |       |       |
| Votanti                       | Votanti                         | 18 232                       | 56,19                        | 23 640  | 72,86   |                    |        |       |       |
| Elettori                      | Elettori                        | 32 446                       |                              | 32 446  |         |                    |        |       |       |
|                               |                                 |                              |                              |         |         |                    |        |       |       |
| Fonte: Ministero dell'interno |                                 |                              |                              |         |         |                    |        |       |       |

### Terracina
| Candidati                     | Candidati                           | II turno             | II turno             | I turno | I turno | Liste                    | Voti   | %     | Seggi |
| Candidati                     | Candidati                           | Voti                 | %                    | Voti    | %       | Liste                    | Voti   | %     | Seggi |
| ----------------------------- | ----------------------------------- | -------------------- | -------------------- | ------- | ------- | ------------------------ | ------ | ----- | ----- |
|                               | Roberta Ludovica Tintari ✔️ Sindaca | 9 422                | 53,96                | 10 050  | 43,76   | Fratelli d'Italia        | 3 703  | 16,75 | 6     |
| Insieme per Roberta Tintari   | Roberta Ludovica Tintari ✔️ Sindaca | 9 422                | 53,96                | 10 050  | 43,76   | 3 459                    | 15,65  | 5     |       |
| Uniti e liberi                | Roberta Ludovica Tintari ✔️ Sindaca | 9 422                | 53,96                | 10 050  | 43,76   | 1 816                    | 8,21   | 3     |       |
| Cambiamo!                     | Roberta Ludovica Tintari ✔️ Sindaca | 9 422                | 53,96                | 10 050  | 43,76   | 854                      | 3,86   | 1     |       |
|                               | Valentino Giuliani                  | 8 038                | 46,04                | 7 777   | 33,86   | Lega per Salvini Premier | 4 412  | 19,96 | 4     |
| Forza Italia                  | Valentino Giuliani                  | 8 038                | 46,04                | 7 777   | 33,86   | 1 585                    | 7,17   | 1     |       |
| Valentino Giuliani sindaco    | Valentino Giuliani                  | 8 038                | 46,04                | 7 777   | 33,86   | 1 451                    | 6,56   | 1     |       |
| Seggio di coalizione          | Seggio di coalizione                | Seggio di coalizione | 46,04                | 7 777   | 33,86   | 1                        |        |       |       |
|                               | Armando Cittarelli                  | Armando Cittarelli   | Armando Cittarelli   | 1 608   | 7,00    | Partito Democratico      | 1 568  | 7,09  | –     |
| Seggio di coalizione          | Seggio di coalizione                | Seggio di coalizione | Armando Cittarelli   | 1 608   | 7,00    | 1                        |        |       |       |
|                               | Gianfranco Sciscione                | Gianfranco Sciscione | Gianfranco Sciscione | 1 488   | 6,48    | Sciscione sindaco (A)    | 1 403  | 6,35  | –     |
| Seggio di coalizione          | Seggio di coalizione                | Seggio di coalizione | Gianfranco Sciscione | 1 488   | 6,48    | 1                        |        |       |       |
|                               | Piero Vanni                         | Piero Vanni          | Piero Vanni          | 1 026   | 4,47    | Movimento 5 Stelle       | 939    | 4,25  | –     |
|                               | Gabriele Subiaco                    | Gabriele Subiaco     | Gabriele Subiaco     | 1 018   | 4,43    | Europa Verde             | 916    | 4,14  | –     |
| Totale                        | Totale                              | 17 460               | 100                  | 22 967  | 100     |                          | 22 106 | 100   | 24    |
|                               |                                     |                      |                      |         |         |                          |        |       |       |
| Schede bianche                | Schede bianche                      | 81                   | 0,45                 | 224     | 0,94    |                          |        |       |       |
| Schede nulle                  | Schede nulle                        | 330                  | 1,85                 | 583     | 2,45    |                          |        |       |       |
| Votanti                       | Votanti                             | 17 871               | 48,59                | 23 774  | 64,64   |                          |        |       |       |
| Elettori                      | Elettori                            | 36 777               |                      | 36 777  |         |                          |        |       |       |
|                               |                                     |                      |                      |         |         |                          |        |       |       |
| Fonte: Ministero dell'interno |                                     |                      |                      |         |         |                          |        |       |       |

## Roma

### Albano Laziale
|                               | Massimiliano Borelli ✔️ Sindaco | 11 089               | 52,43 | Partito Democratico | 3 353  | 16,31 | 5  |  |  |
| Identità e Bene comune        | Massimiliano Borelli ✔️ Sindaco | 11 089               | 52,43 | 1 421               | 6,91   | 2     |    |  |  |
| Viviamo Albano                | Massimiliano Borelli ✔️ Sindaco | 11 089               | 52,43 | 1 239               | 6,03   | 2     |    |  |  |
| Patto Civico                  | Massimiliano Borelli ✔️ Sindaco | 11 089               | 52,43 | 1 035               | 5,04   | 1     |    |  |  |
| L'Altra Albano                | Massimiliano Borelli ✔️ Sindaco | 11 089               | 52,43 | 854                 | 4,16   | 1     |    |  |  |
| Albano noi domani             | Massimiliano Borelli ✔️ Sindaco | 11 089               | 52,43 | 821                 | 3,99   | 1     |    |  |  |
| Lista Riformista              | Massimiliano Borelli ✔️ Sindaco | 11 089               | 52,43 | 774                 | 3,77   | 1     |    |  |  |
| Albano Coraggiosa             | Massimiliano Borelli ✔️ Sindaco | 11 089               | 52,43 | 731                 | 3,56   | 1     |    |  |  |
| Insieme per Albano Laziale    | Massimiliano Borelli ✔️ Sindaco | 11 089               | 52,43 | 669                 | 3,26   | 1     |    |  |  |
|                               | Matteo Mauro Orciuoli           | 8 211                | 38,82 | Fratelli d'Italia   | 2 474  | 12,04 | 3  |  |  |
| Lega per Salvini Premier      | Matteo Mauro Orciuoli           | 8 211                | 38,82 | 2 448               | 11,91  | 3     |    |  |  |
| Insieme per Pavona            | Matteo Mauro Orciuoli           | 8 211                | 38,82 | 877                 | 4,27   | 1     |    |  |  |
| Area Democratica              | Matteo Mauro Orciuoli           | 8 211                | 38,82 | 684                 | 3,33   | –     |    |  |  |
| Forza Italia                  | Matteo Mauro Orciuoli           | 8 211                | 38,82 | 538                 | 2,62   | –     |    |  |  |
| La Città Albano Laziale       | Matteo Mauro Orciuoli           | 8 211                | 38,82 | 532                 | 2,59   | –     |    |  |  |
| Movimento Futuro Italia       | Matteo Mauro Orciuoli           | 8 211                | 38,82 | 372                 | 1,81   | –     |    |  |  |
| Seggio di coalizione          | Seggio di coalizione            | Seggio di coalizione | 38,82 | 1                   |        |       |    |  |  |
|                               | Luca Nardi                      | 1 315                | 6,22  | Movimento 5 Stelle  | 1 260  | 6,13  | –  |  |  |
| Seggio di coalizione          | Seggio di coalizione            | Seggio di coalizione | 6,22  | 1                   |        |       |    |  |  |
|                               | Bruno Valentini                 | 534                  | 2,52  | Partito Comunista   | 470    | 2,29  | –  |  |  |
| Totale                        | Totale                          | 21 149               | 100   |                     | 20 552 | 100   | 24 |  |  |
|                               |                                 |                      |       |                     |        |       |    |  |  |
| Schede bianche                | Schede bianche                  | 180                  | 0,83  |                     |        |       |    |  |  |
| Schede nulle                  | Schede nulle                    | 343                  | 1,58  |                     |        |       |    |  |  |
| Votanti                       | Votanti                         | 21 672               | 67,29 |                     |        |       |    |  |  |
| Elettori                      | Elettori                        | 32 208               |       |                     |        |       |    |  |  |
|                               |                                 |                      |       |                     |        |       |    |  |  |
| Fonte: Ministero dell'interno |                                 |                      |       |                     |        |       |    |  |  |

### Anguillara Sabazia
| Candidati                     | Candidati                    | II turno               | II turno               | I turno | I turno | Liste                                  | Voti  | %     | Seggi |
| Candidati                     | Candidati                    | Voti                   | %                      | Voti    | %       | Liste                                  | Voti  | %     | Seggi |
| ----------------------------- | ---------------------------- | ---------------------- | ---------------------- | ------- | ------- | -------------------------------------- | ----- | ----- | ----- |
|                               | Angelo Pizzigallo ✔️ Sindaco | 4 026                  | 50,27                  | 3 496   | 35,05   | Angelo Pizzigallo sindaco              | 2 648 | 27,82 | 8     |
| Fratelli d'Italia             | Angelo Pizzigallo ✔️ Sindaco | 4 026                  | 50,27                  | 3 496   | 35,05   | 759                                    | 7,97  | 2     |       |
|                               | Michele Cardone              | 3 983                  | 49,73                  | 2 971   | 29,79   | Partito Democratico-Sinistra in Comune | 2 069 | 21,73 | 2     |
| Siamo Anguillara              | Michele Cardone              | 3 983                  | 49,73                  | 2 971   | 29,79   | 861                                    | 9,04  | –     |       |
| Seggio di coalizione          | Seggio di coalizione         | Seggio di coalizione   | 49,73                  | 2 971   | 29,79   | 1                                      |       |       |       |
|                               | Francesco Falconi            | Francesco Falconi      | Francesco Falconi      | 2 251   | 22,57   | Francesco Falconi sindaco              | 2 046 | 21,49 | 1     |
| Seggio di coalizione          | Seggio di coalizione         | Seggio di coalizione   | Francesco Falconi      | 2 251   | 22,57   | 1                                      |       |       |       |
|                               | Isaia Sergio Manciuria       | Isaia Sergio Manciuria | Isaia Sergio Manciuria | 1 256   | 12,59   | Anguillara svolta                      | 852   | 8,95  | –     |
| Acqua potabile e turismo      | Isaia Sergio Manciuria       | Isaia Sergio Manciuria | Isaia Sergio Manciuria | 1 256   | 12,59   | 285                                    | 2,99  | –     |       |
| Seggio di coalizione          | Seggio di coalizione         | Seggio di coalizione   | Isaia Sergio Manciuria | 1 256   | 12,59   | 1                                      |       |       |       |
| Totale                        | Totale                       | 8 009                  | 100                    | 9 974   | 100     |                                        | 9 520 | 100   | 16    |
|                               |                              |                        |                        |         |         |                                        |       |       |       |
| Schede bianche                | Schede bianche               | 25                     | 0,30                   | 83      | 0,81    |                                        |       |       |       |
| Schede nulle                  | Schede nulle                 | 254                    | 3,07                   | 246     | 2,39    |                                        |       |       |       |
| Votanti                       | Votanti                      | 8 281                  | 54,21                  | 10 303  | 67,45   |                                        |       |       |       |
| Elettori                      | Elettori                     | 15 276                 |                        | 15 276  |         |                                        |       |       |       |
|                               |                              |                        |                        |         |         |                                        |       |       |       |
| Fonte: Ministero dell'interno |                              |                        |                        |         |         |                                        |       |       |       |

1. ↑  La lista include Lega per Salvini Premier e Forza Italia

### Ariccia
| Candidati                     | Candidati                    | II turno             | II turno           | I turno | I turno | Liste                    | Voti  | %     | Seggi |
| Candidati                     | Candidati                    | Voti                 | %                  | Voti    | %       | Liste                    | Voti  | %     | Seggi |
| ----------------------------- | ---------------------------- | -------------------- | ------------------ | ------- | ------- | ------------------------ | ----- | ----- | ----- |
|                               | Gianluca Staccoli ✔️ Sindaco | 4 417                | 59,50              | 3 827   | 39,08   | Lega per Salvini Premier | 1 539 | 16,72 | 4     |
| Fratelli d'Italia             | Gianluca Staccoli ✔️ Sindaco | 4 417                | 59,50              | 3 827   | 39,08   | 1 237                    | 13,44 | 4     |       |
| Ariccia Popolare              | Gianluca Staccoli ✔️ Sindaco | 4 417                | 59,50              | 3 827   | 39,08   | 726                      | 7,89  | 2     |       |
| Forza Italia                  | Gianluca Staccoli ✔️ Sindaco | 4 417                | 59,50              | 3 827   | 39,08   | 164                      | 1,78  | –     |       |
| Attiva Mente                  | Gianluca Staccoli ✔️ Sindaco | 4 417                | 59,50              | 3 827   | 39,08   | 48                       | 0,52  | –     |       |
|                               | Emilio Cianfanelli           | 3 006                | 40,50              | 1 959   | 20,00   | Alleanza per Ariccia     | 805   | 8,75  | 1     |
| Per Ariccia a Sinistra        | Emilio Cianfanelli           | 3 006                | 40,50              | 1 959   | 20,00   | 713                      | 7,75  | –     |       |
| Ariccia Domani                | Emilio Cianfanelli           | 3 006                | 40,50              | 1 959   | 20,00   | 241                      | 2,62  | –     |       |
| Seggio di coalizione          | Seggio di coalizione         | Seggio di coalizione | 40,50              | 1 959   | 20,00   | 1                        |       |       |       |
|                               | Emilio Tomasi                | Emilio Tomasi        | Emilio Tomasi      | 1 594   | 16,28   | Partito Democratico      | 837   | 9,10  | 1     |
| Ariccia riparte               | Emilio Tomasi                | Emilio Tomasi        | Emilio Tomasi      | 1 594   | 16,28   | 473                      | 5,14  | –     |       |
| Patto sociale per Ariccia     | Emilio Tomasi                | Emilio Tomasi        | Emilio Tomasi      | 1 594   | 16,28   | 265                      | 2,88  | –     |       |
| Seggio di coalizione          | Seggio di coalizione         | Seggio di coalizione | Emilio Tomasi      | 1 594   | 16,28   | 1                        |       |       |       |
|                               | Enrico Indiati               | Enrico Indiati       | Enrico Indiati     | 1 311   | 13,39   | Ariccia Attiva           | 530   | 5,76  | –     |
| Siamo Ariccia                 | Enrico Indiati               | Enrico Indiati       | Enrico Indiati     | 1 311   | 13,39   | 360                      | 3,91  | –     |       |
| Voce ai Cittadini             | Enrico Indiati               | Enrico Indiati       | Enrico Indiati     | 1 311   | 13,39   | 160                      | 1,74  | –     |       |
| Noi di Ariccia                | Enrico Indiati               | Enrico Indiati       | Enrico Indiati     | 1 311   | 13,39   | 143                      | 1,55  | –     |       |
| Seggio di coalizione          | Seggio di coalizione         | Seggio di coalizione | Enrico Indiati     | 1 311   | 13,39   | 1                        |       |       |       |
|                               | Giorgia La Leggia            | Giorgia La Leggia    | Giorgia La Leggia  | 764     | 7,80    | Agire insieme            | 367   | 3,99  | –     |
| DecentrAriccia                | Giorgia La Leggia            | Giorgia La Leggia    | Giorgia La Leggia  | 764     | 7,80    | 147                      | 1,60  | –     |       |
| Ariccia 2.0                   | Giorgia La Leggia            | Giorgia La Leggia    | Giorgia La Leggia  | 764     | 7,80    | 122                      | 1,33  | –     |       |
| Seggio di coalizione          | Seggio di coalizione         | Seggio di coalizione | Giorgia La Leggia  | 764     | 7,80    | 1                        |       |       |       |
|                               | Emanuele Imperioli           | Emanuele Imperioli   | Emanuele Imperioli | 338     | 3,45    | Movimento 5 Stelle       | 338   | 3,67  | –     |
| Totale                        | Totale                       | 7 423                | 100                | 9 793   | 100     |                          | 9 202 | 100   | 16    |
|                               |                              |                      |                    |         |         |                          |       |       |       |
| Schede bianche                | Schede bianche               | 37                   | 0,49               | 103     | 1,02    |                          |       |       |       |
| Schede nulle                  | Schede nulle                 | 125                  | 1,65               | 240     | 2,37    |                          |       |       |       |
| Votanti                       | Votanti                      | 7 585                | 49,78              | 10 146  | 66,59   |                          |       |       |       |
| Elettori                      | Elettori                     | 15 237               |                    | 15 237  |         |                          |       |       |       |
|                               |                              |                      |                    |         |         |                          |       |       |       |
| Fonte: Ministero dell'interno |                              |                      |                    |         |         |                          |       |       |       |

### Genzano di Roma
| Candidati                     | Candidati                   | II turno             | II turno         | I turno | I turno | Liste                      | Voti   | %     | Seggi |
| Candidati                     | Candidati                   | Voti                 | %                | Voti    | %       | Liste                      | Voti   | %     | Seggi |
| ----------------------------- | --------------------------- | -------------------- | ---------------- | ------- | ------- | -------------------------- | ------ | ----- | ----- |
|                               | Carlo Zoccolotti ✔️ Sindaco | 5 243                | 57,33            | 4 399   | 36,56   | Partito Democratico        | 1 641  | 14,55 | 4     |
| Carlo Zoccolotti sindaco      | Carlo Zoccolotti ✔️ Sindaco | 5 243                | 57,33            | 4 399   | 36,56   | 1 250                      | 11,08  | 3     |       |
| Genzano noi Domani            | Carlo Zoccolotti ✔️ Sindaco | 5 243                | 57,33            | 4 399   | 36,56   | 661                        | 5,86   | 2     |       |
| Genzano Possibile             | Carlo Zoccolotti ✔️ Sindaco | 5 243                | 57,33            | 4 399   | 36,56   | 331                        | 2,94   | 1     |       |
| Democratici e Progressisti    | Carlo Zoccolotti ✔️ Sindaco | 5 243                | 57,33            | 4 399   | 36,56   | 320                        | 2,84   | –     |       |
|                               | Piergiuseppe Rosatelli      | 3 903                | 42,67            | 3 320   | 27,59   | Fratelli d'Italia          | 1 926  | 17,08 | 1     |
| Lega per Salvini Premier      | Piergiuseppe Rosatelli      | 3 903                | 42,67            | 3 320   | 27,59   | 1 013                      | 8,98   | 1     |       |
| Forza Italia                  | Piergiuseppe Rosatelli      | 3 903                | 42,67            | 3 320   | 27,59   | 223                        | 1,98   | –     |       |
| Seggio di coalizione          | Seggio di coalizione        | Seggio di coalizione | 42,67            | 3 320   | 27,59   | 1                          |        |       |       |
|                               | Flavio Gabbarini            | Flavio Gabbarini     | Flavio Gabbarini | 1 908   | 15,86   | Città futura               | 1 091  | 9,67  | 1     |
| Viviamo Genzano               | Flavio Gabbarini            | Flavio Gabbarini     | Flavio Gabbarini | 1 908   | 15,86   | 361                        | 3,20   | –     |       |
| Ripartiamo per Genzano futura | Flavio Gabbarini            | Flavio Gabbarini     | Flavio Gabbarini | 1 908   | 15,86   | 233                        | 2,07   | –     |       |
| Seggio di coalizione          | Seggio di coalizione        | Seggio di coalizione | Flavio Gabbarini | 1 908   | 15,86   | 1                          |        |       |       |
|                               | Roberto Borri               | Roberto Borri        | Roberto Borri    | 1 696   | 14,10   | Partito Comunista Italiano | 916    | 8,12  | –     |
| Per la rinascita di Genzano   | Roberto Borri               | Roberto Borri        | Roberto Borri    | 1 696   | 14,10   | 612                        | 5,43   | –     |       |
| Seggio di coalizione          | Seggio di coalizione        | Seggio di coalizione | Roberto Borri    | 1 696   | 14,10   | 1                          |        |       |       |
|                               | Walter Ippolito             | Walter Ippolito      | Walter Ippolito  | 709     | 5,89    | Movimento 5 Stelle         | 699    | 6,20  | –     |
| Totale                        | Totale                      | 9 146                | 100              | 12 032  | 100     |                            | 11 277 | 100   | 16    |
|                               |                             |                      |                  |         |         |                            |        |       |       |
| Schede bianche                | Schede bianche              | 26                   | 0,28             | 124     | 0,99    |                            |        |       |       |
| Schede nulle                  | Schede nulle                | 123                  | 1,32             | 361     | 2,88    |                            |        |       |       |
| Votanti                       | Votanti                     | 9 295                | 48,63            | 12 517  | 65,49   |                            |        |       |       |
| Elettori                      | Elettori                    | 19 114               |                  | 19 114  |         |                            |        |       |       |
|                               |                             |                      |                  |         |         |                            |        |       |       |
| Fonte: Ministero dell'interno |                             |                      |                  |         |         |                            |        |       |       |

### Rocca di Papa
| Candidati                             | Candidati                  | II turno             | II turno       | I turno | I turno | Liste                     | Voti  | %     | Seggi |
| Candidati                             | Candidati                  | Voti                 | %              | Voti    | %       | Liste                     | Voti  | %     | Seggi |
| ------------------------------------- | -------------------------- | -------------------- | -------------- | ------- | ------- | ------------------------- | ----- | ----- | ----- |
|                                       | Veronica Cimino ✔️ Sindaca | 3 149                | 51,84          | 2 215   | 27,46   | Insieme per Rocca di Papa | 857   | 11,46 | 5     |
| Aperta mente                          | Veronica Cimino ✔️ Sindaca | 3 149                | 51,84          | 2 215   | 27,46   | 699                       | 9,35  | 4     |       |
| Viviamo Rocca                         | Veronica Cimino ✔️ Sindaca | 3 149                | 51,84          | 2 215   | 27,46   | 336                       | 4,49  | 1     |       |
| Rocca in Comune                       | Veronica Cimino ✔️ Sindaca | 3 149                | 51,84          | 2 215   | 27,46   | 149                       | 1,99  | –     |       |
|                                       | Massimiliano Calcagni      | 2 925                | 48,16          | 2 085   | 25,85   | Lega per Salvini Premier  | 891   | 11,92 | 1     |
| Fratelli d'Italia                     | Massimiliano Calcagni      | 2 925                | 48,16          | 2 085   | 25,85   | 544                       | 7,28  | –     |       |
| Siamo Rocca di Papa                   | Massimiliano Calcagni      | 2 925                | 48,16          | 2 085   | 25,85   | 456                       | 6,10  | –     |       |
| Forza Italia                          | Massimiliano Calcagni      | 2 925                | 48,16          | 2 085   | 25,85   | 100                       | 1,34  | –     |       |
| Seggio di coalizione                  | Seggio di coalizione       | Seggio di coalizione | 48,16          | 2 085   | 25,85   | 1                         |       |       |       |
|                                       | Elisa Pucci                | Elisa Pucci          | Elisa Pucci    | 1 560   | 19,34   | Cambia Rocca di Papa      | 688   | 9,20  | 1     |
| Progettiamo Rocca di Papa del futuro  | Elisa Pucci                | Elisa Pucci          | Elisa Pucci    | 1 560   | 19,34   | 394                       | 5,27  | –     |       |
| Amo Rocca di Papa                     | Elisa Pucci                | Elisa Pucci          | Elisa Pucci    | 1 560   | 19,34   | 337                       | 4,51  | –     |       |
| Seggio di coalizione                  | Seggio di coalizione       | Seggio di coalizione | Elisa Pucci    | 1 560   | 19,34   | 1                         |       |       |       |
|                                       | Andrea Croce               | Andrea Croce         | Andrea Croce   | 1 535   | 19,03   | Partito Democratico       | 718   | 9,60  | 1     |
| Rocca di Papa noi Domani              | Andrea Croce               | Andrea Croce         | Andrea Croce   | 1 535   | 19,03   | 337                       | 4,51  | –     |       |
| Rocca forte                           | Andrea Croce               | Andrea Croce         | Andrea Croce   | 1 535   | 19,03   | 228                       | 3,05  | –     |       |
| La Sinistra - Rocca di Papa in Comune | Andrea Croce               | Andrea Croce         | Andrea Croce   | 1 535   | 19,03   | 134                       | 1,79  | –     |       |
| Seggio di coalizione                  | Seggio di coalizione       | Seggio di coalizione | Andrea Croce   | 1 535   | 19,03   | 1                         |       |       |       |
|                                       | Marco D'Antoni             | Marco D'Antoni       | Marco D'Antoni | 337     | 4,18    | Movimento 5 Stelle        | 331   | 4,43  | –     |
|                                       | Enrico Fondi               | Enrico Fondi         | Enrico Fondi   | 334     | 4,14    | Enrico Fondi sindaco      | 216   | 2,89  | –     |
| Rocca di Papa nel cuore               | Enrico Fondi               | Enrico Fondi         | Enrico Fondi   | 334     | 4,14    | 49                        | 0,66  | –     |       |
| Giustizia sociale UILS                | Enrico Fondi               | Enrico Fondi         | Enrico Fondi   | 334     | 4,14    | 12                        | 0,16  | –     |       |
| Totale                                | Totale                     | 6 074                | 100            | 8 066   | 100     |                           | 7 476 | 100   | 16    |
|                                       |                            |                      |                |         |         |                           |       |       |       |
| Schede bianche                        | Schede bianche             | 33                   | 0,53           | 90      | 1,08    |                           |       |       |       |
| Schede nulle                          | Schede nulle               | 158                  | 2,52           | 193     | 2,31    |                           |       |       |       |
| Votanti                               | Votanti                    | 6 265                | 46,96          | 8 349   | 62,58   |                           |       |       |       |
| Elettori                              | Elettori                   | 13 341               |                | 13 341  |         |                           |       |       |       |
|                                       |                            |                      |                |         |         |                           |       |       |       |
| Fonte: Ministero dell'interno         |                            |                      |                |         |         |                           |       |       |       |

### Zagarolo
| Candidati                     | Candidati                     | II turno             | II turno         | I turno | I turno | Liste                    | Voti  | %     | Seggi |
| Candidati                     | Candidati                     | Voti                 | %                | Voti    | %       | Liste                    | Voti  | %     | Seggi |
| ----------------------------- | ----------------------------- | -------------------- | ---------------- | ------- | ------- | ------------------------ | ----- | ----- | ----- |
|                               | Emanuela Panzironi ✔️ Sindaca | 3 652                | 61,03            | 4 192   | 49,20   | Partito Democratico      | 1 497 | 18,32 | 4     |
| Zagarolo futura               | Emanuela Panzironi ✔️ Sindaca | 3 652                | 61,03            | 4 192   | 49,20   | 1 124                    | 13,75 | 3     |       |
| Zagarolo unico colle          | Emanuela Panzironi ✔️ Sindaca | 3 652                | 61,03            | 4 192   | 49,20   | 427                      | 5,23  | 1     |       |
| Valle Martella Unita          | Emanuela Panzironi ✔️ Sindaca | 3 652                | 61,03            | 4 192   | 49,20   | 388                      | 4,75  | 1     |       |
| Zagarolo dei Diritti          | Emanuela Panzironi ✔️ Sindaca | 3 652                | 61,03            | 4 192   | 49,20   | 377                      | 4,61  | 1     |       |
| Movimento centrale Zagarolo   | Emanuela Panzironi ✔️ Sindaca | 3 652                | 61,03            | 4 192   | 49,20   | 277                      | 3,39  | –     |       |
|                               | Marco Bonini                  | 2 332                | 38,97            | 2 151   | 25,24   | Lega per Salvini Premier | 948   | 11,60 | 1     |
| Fratelli d'Italia             | Marco Bonini                  | 2 332                | 38,97            | 2 151   | 25,24   | 580                      | 7,10  | 1     |       |
| Zagarolo vince                | Marco Bonini                  | 2 332                | 38,97            | 2 151   | 25,24   | 299                      | 3,66  | –     |       |
| Valle Martella e Colli        | Marco Bonini                  | 2 332                | 38,97            | 2 151   | 25,24   | 132                      | 1,62  | –     |       |
| Seggio di coalizione          | Seggio di coalizione          | Seggio di coalizione | 38,97            | 2 151   | 25,24   | 1                        |       |       |       |
|                               | Giovanni Luciani              | Giovanni Luciani     | Giovanni Luciani | 1 168   | 13,71   | Valle Martella tricolore | 1 152 | 14,10 | 1     |
| Seggio di coalizione          | Seggio di coalizione          | Seggio di coalizione | Giovanni Luciani | 1 168   | 13,71   | 1                        |       |       |       |
|                               | Giacomo Vernini               | Giacomo Vernini      | Giacomo Vernini  | 654     | 7,68    | Zagarolo nel Cuore       | 619   | 7,57  | –     |
| Seggio di coalizione          | Seggio di coalizione          | Seggio di coalizione | Giacomo Vernini  | 654     | 7,68    | 1                        |       |       |       |
|                               | Marco Riccardi                | Marco Riccardi       | Marco Riccardi   | 356     | 4,18    | Movimento 5 Stelle       | 352   | 4,31  | –     |
| Totale                        | Totale                        | 5 984                | 100              | 8 521   | 100     |                          | 8 172 | 100   | 16    |
|                               |                               |                      |                  |         |         |                          |       |       |       |
| Schede bianche                | Schede bianche                | 20                   | 0,32             | 90      | 1,02    |                          |       |       |       |
| Schede nulle                  | Schede nulle                  | 311                  | 4,92             | 337     | 3,81    |                          |       |       |       |
| Votanti                       | Votanti                       | 6 315                | 45,39            | 8 848   | 63,60   |                          |       |       |       |
| Elettori                      | Elettori                      | 13 913               |                  | 13 913  |         |                          |       |       |       |
|                               |                               |                      |                  |         |         |                          |       |       |       |
| Fonte: Ministero dell'interno |                               |                      |                  |         |         |                          |       |       |       |

## Viterbo

### Civita Castellana
|                               | Luca Giampieri ✔️ Sindaco | 3 912                | 50,62 | Fratelli d'Italia      | 1 763 | 23,49 | 5  |  |  |
| Lega per Salvini Premier      | Luca Giampieri ✔️ Sindaco | 3 912                | 50,62 | 1 048                  | 13,96 | 3     |    |  |  |
| Forza Italia                  | Luca Giampieri ✔️ Sindaco | 3 912                | 50,62 | 667                    | 8,89  | 2     |    |  |  |
| Siamo Civita                  | Luca Giampieri ✔️ Sindaco | 3 912                | 50,62 | 276                    | 3,68  | –     |    |  |  |
|                               | Domenico Cancilla Midossi | 1 622                | 20,99 | Partito Democratico    | 1 654 | 22,04 | 2  |  |  |
| Seggio di coalizione          | Seggio di coalizione      | Seggio di coalizione | 20,99 | 1                      |       |       |    |  |  |
|                               | Yuri Cavalieri            | 1 244                | 16,10 | Rifondazione Comunista | 1 179 | 15,71 | 1  |  |  |
| Seggio di coalizione          | Seggio di coalizione      | Seggio di coalizione | 16,10 | 1                      |       |       |    |  |  |
|                               | Maurizio Selli            | 950                  | 12,29 | Movimento 5 Stelle     | 919   | 12,24 | –  |  |  |
| Seggio di coalizione          | Seggio di coalizione      | Seggio di coalizione | 12,29 | 1                      |       |       |    |  |  |
| Totale                        | Totale                    | 7 728                | 100   |                        | 7 506 | 100   | 16 |  |  |
|                               |                           |                      |       |                        |       |       |    |  |  |
| Schede bianche                | Schede bianche            | 91                   | 1,13  |                        |       |       |    |  |  |
| Schede nulle                  | Schede nulle              | 226                  | 2,81  |                        |       |       |    |  |  |
| Votanti                       | Votanti                   | 8 045                | 64,59 |                        |       |       |    |  |  |
| Elettori                      | Elettori                  | 12 456               |       |                        |       |       |    |  |  |
|                               |                           |                      |       |                        |       |       |    |  |  |
| Fonte: Ministero dell'interno |                           |                      |       |                        |       |       |    |  |  |